# Cherry Wilder
Cherry Wilder (n. 3 septembrie 1930 – d. 14 martie 2002) este pseudonimul scriitoarei neozeelandeze Cherry Barbara Grimm, născută Lockett.